# Хорамали (Ядринський район)
Хорама́ли (рос. Хорамалы, чув. Хурамалăх) — присілок у Чувашії Російської Федерації, у складі Хочашевського сільського поселення Ядринського району.
Населення — 259 осіб (2010; 312 в 2002, 386 в 1979, 448 в 1939, 457 в 1926, 424 в 1897, 247 в 1858).

## Історія
Історичні назви — Хормали, Хорамал. Засновано 18 століття як виселок села Хочашево. До 1866 року селяни мали статус державних, займались землеробством, тваринництвом, виробництвом одягу та взуття, бондарством. На початку 20 століття діяло 2 вітряки, магазин. 1929 року утворено колгосп «Хунав». До 1927 року присілок входив до складу Шуматовської, Хочашевської та Балдаєвської волостей Ядринського повіту, з переходом на райони 1927 року — спочатку у складі Ядринського, у період 1939–1956 років — у складі Совєтського, після чого повернуто назад до складу Ядринського району.

## Господарство
У присілку працюють клуб, спортивний майданчик та магазин.